# Памятник Кубанскому казачеству
Памятник Кубанскому казачеству — памятник в честь Кубанского казачества в Краснодаре. Екатеринодар (Краснодар) был основан казаками в 1792 году, долгое время был оплотом Кубанского казачьего войска.
Памятник расположен по адресу: улица Красная, 35.

## История
Памятник Кубанскому казачеству расположен в Краснодаре у здания администрации Краснодарского края.
Открытие памятника состоялось 7 апреля 2005 года. На открытии присутствовали губернатор края Александр Николаевич Ткачёв, председатель Законодательного собрания Владимир Бекетов, митрополит Кубанский и Екатеринодарский Исидор, атаман Владимир Громов. Митрополит Исидор торжественно освятил памятник.
Авторы памятника — краснодарский скульптор Александр Аполлонов, а архитектором является Виктор Сырмолотов, руководитель ростовской художественной студии Валерий Тараненко.
В 2003 году был организован конкурс на лучший проект памятника. В нём приняли участие семь творческих коллективов. Отливали скульптуру памятника в Ростове-на-Дону. Перевозка в Краснодар осуществлялась вертолетом Ка-32.
Памятник представляет собой скульптуру кубанского казака на коне. Казак одет в военную форму с папахой, кинжалом и четырьмя орденами. Конная скульптура установлена на постаменте. Историческим прототипом казака стал казачий атаман, войсковой судья и бригадир русской армии Антон Головатый. Территория вокруг памятника благоустроена.

## Технические данные
Высота скульптуры памятника составляет около 5 метров, высота вместе с постаментом — 7,2 метра. Памятник отлит из бронзы.